# Standing in the Spotlight
Standing in the Spotlight – album Dee Dee Kinga, wydany w 1989 roku przez Sire Records. Pochodzący z płyty utwór "The Crusher" został ponownie nagrany w 1995 na ostatnią płytę studyjną Ramones ¡Adios Amigos!.

## Lista utworów
1. "Mashed Potato Time" (Robert Bateman/Georgia Dobbins/William Garrett/Freddie Gorman/Eddie Holland) – 3:15
2. "2 Much 2 Drink" (Dee Dee King/Daniel Rey) – 3:32
3. "Baby Doll" (Dee Dee King/Daniel Rey) – 4:41
4. "Poor Little Rich Girl" (Dee Dee King/Daniel Rey) – 2:31
5. "Commotion In The Ocean" (Dee Dee King/Daniel Rey) – 3:23
6. "German Kid" (Dee Dee King/Daniel Rey) – 4:05
7. "Brooklyn Babe" (Dee Dee King/Daniel Rey) – 3:27
8. "Emergency" (Dee Dee King/Daniel Rey) – 3:23
9. "The Crusher" (Dee Dee King/Daniel Rey) – 3:29
10. "I Want What I Want When I Want It" (Dee Dee King/Daniel Rey) – 4:31

## Skład
- Dee Dee King – wokal, gitary
- Debbie Harry – wokal w "Mashed Potato Time" i "German Kid"
- Chris Stein – gitara w "German Kid"
- Spyder Mittleman – saksofon w "Mashed Potato Time"
- Daniel Rey – producent